# Balázs János (nyelvész, 1914–1989)
Balázs János (Nagyalásony, 1914. november 4. – Budapest, 1989. március 16.) magyar nyelvész, filológus, egyetemi oktató, a nyelvészeti tudományok doktora (1965).

## Élete és munkássága
Balázs János 1914. november 4-én született a Veszprém vármegyei Nagyalásonyban. Egyetemi tanulmányait a budapesti tudományegyetem magyar–latin–görög szakán és az olaszországi Pisában végezte. 1939-ben doktorált Budapesten. Doktori disszertációja, A gazai iskola Thukydidés-tanulmányai 1940-ben olasz nyelven is megjelent. Először középiskolai tanár, majd egyetemi docens lett, kandidátusi disszertációjának (A nyelvtanirodalom alapjai és a magyar nyelvtanirodalom kezdetei) megvédése után egyetemi tanár az általános és alkalmazott nyelvészeti tanszéken (1956).
1954-ben a nyelvészkongresszuson elvi jelentőségű tanulmánnyal jelentkezett A stílus kérdései címmel. 1958-ban megírt Sylvester János és kora című monográfiája a magyar tudománytörténet becses, nagy filológiai apparátussal megírt alkotása volt. 1956-tól a Nyelvtudományi Intézetben részt vett A magyar nyelv értelmező szótára szerkesztésében. A munka közben 1966-ban tette közzé Szintagmatizálódás és lexikalizálódás című elvi-módszertani tapasztalatait.
Tanulmányai a Filológiai Közlönyben, a Magyar Tudományban, a Studia Slavica és az Általános nyelvészeti tanulmányok köteteiben jelentek meg. Szerkesztője volt a Nyelvi rendszer és nyelvhasználat: általános és alkalmazott nyelvészeti tanulmányok című, 1988-ban megjelent kötetnek és az 1989-ben megjelent Nyelvünk a Duna-tájon című egyetemi segédkönyvnek, emellett munkát fejtett ki a Magyar Nyelvtudományi Társaságban is.
Révai Miklós-díjjal és emlékéremmel tüntették ki.

## Főbb művei
- Sylvester János és kora (Budapest, 1958)
- A szövegtan alapjai (Nyelvtudományi Közlöny, 1979)
- Magyar deákság (Budapest, 1980)
- Az areális nyelvészeti kutatások története, módszerei és eredménye (Areális nyelvészeti tanulmányok, Budapest, 1983)
- A szöveg (Budapest, 1985)
- Hermész nyomában. A magyar nyelvbölcsészet alapkérdései (Budapest, 1987)